# Compsibidion capixaba
Compsibidion capixaba är en skalbaggsart som först beskrevs av Martins 1962.  Compsibidion capixaba ingår i släktet Compsibidion och familjen långhorningar. Inga underarter finns listade i Catalogue of Life.